# 泰鲁贾
泰鲁贾（義大利語：Terruggia），是意大利亚历山德里亚省的一个市镇。总面积7.24平方公里，人口880人，人口密度121.5人/平方公里（2009年）。ISTAT代码为006171。

## 友好城市
- 法國 拉图尔德萨尔瓦尼